# Alessandro Abbio
Alessandro Abbio (né le 13 mars 1971 à Racconigi, dans la province de Coni au Piémont) est un ancien basketteur italien.

## Palmarès

### Club

#### International
- Euroligue : 1998, 2001

#### National
- Championnat d'Italie : 1995, 1998, 2001
- Coupe d'Italie : 1997, 1999, 2001, 2002
- Supercoupe d'Italie : 1995

### Sélection nationale

#### Jeux olympiques d'été
- 5e des jeux Olympiques de 2000 à Sydney,  Australie

#### Championnat du monde
- 6e du  Championnat du monde 1998 à Athènes,  Grèce

#### Championnat d'Europe
- du  Championnat d'Europe 1999,  France
- du Championnat d'Europe 1997,  Espagne
- 5e du Championnat d'Europe 1995 à Athènes,  Grèce

#### Autres
- des Goodwill Games de 1994